# Medronheira
A Medronheira é uma localidade pertencente à frequesia portuguesa de São José da Lamarosa, concelho de Coruche, distrito de Santarém. Possui 22 habitantes (2008) e entre 200 a 300 hectares de área aproximada.
Trata-se de uma zona essencialmente florestal, abundando o pinheiro bravo e manso, eucalipto e sobreiro, e é percorrida por um extenso vale que se prolonga pelas localidades vizinhas. O curso de água que atravessa o lugar de Medronheira é a Ribeira da Lamarosa.
Deve o seu nome ao medronheiro (Arbutus unedo), uma árvore frutífera e ornamental que em tempos abundou nesta zona, restando hoje em dia escassos exemplares espalhados por toda a localidade.